# Малакаль (аеропорт)
Аеропо́рт «Малакаль» — аеропорт у місті Малакаль, Південний Судан. Це другий по величині аеропорт у країні. Один з двох аеропортів, який має статус міжнародного. Крім того через аеропорт проходить багато гуманітарних вантажів ООН та неурядових організацій.

## Розташування
Аеропорт розташований у місті Малакаль, яке є центром округу Малакаль, штат Верхній Ніл, Південний Судан. Поряд проходить державний кордон з Суданом та Ефіопією. Аеропорт розміщений в північній частині міста біля кампусу університету Верхнього Нілу. До центрального аеропорту країни Джуба 521 км.

## Опис
Аеропорт знаходиться на висоті 393,5 метрів (1 291 футів) над рівнем моря, і має одну асфальтову злітно-посадочну смугу, довжина якої 2 000 м.

## Авіалінії та напрямки
| Авіакомпанія                | Місто прибуття (аеропорт) |
| --------------------------- | ------------------------- |
| Ethiopian Airlines          | Аддис-Абеба, Джуба        |
| Feeder Airlines             | Джуба, Хартум             |
| Marsland Aviation           | Хартум                    |
| Sudan Airways               | Хартум                    |
| Авіалінії Південного Судану | Джуба                     |

## Фотографії аеропорту
- Фотографії аеропорту в 2011 році[недоступне посилання з квітня 2019]
- Фотографії аеропорту в 2007 році(англ.)